# 警部補
警部補为日本警察階级之一，位居警部之下、巡查部長之上，相當於自衛隊一尉（上尉）至二曹（中士）間的階級。

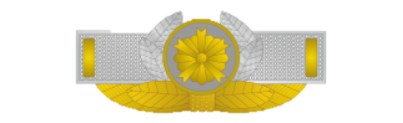
警部補的階級章

警部補通常為警察署的系长、警察本部的系主任、系长、交番的所长等职位，负责担任警察实务与现场监督的工作。
一般「通常采用试验」合格而成为都道府县警察之后，等级由巡査开始慢慢升迁；因此大部份普通組的警官都是超過30歲以後才升為警部補，而通过「国家公务员第I种试験」合格而由警察厅录用的國家公務員（CAREER），等级由警部补开始升迁。

## 職位
- 警視廳（僅東京都設置，相當於道府縣之警察本部）
  - 本部係員（副主査）、主任
  - 機動隊（日语：機動隊）・隊編成執行隊－小隊長
- 道府县警察本部（警察局）
  - 本部係長
  - 機動隊・隊編成執行隊－小隊長
- 警察署(警察分局)
  - 課長代理、係長、交番（派出所）所長、駐在所長

## 相等職級
- 香港警階之見習督察（日本警部補英譯「Deputy Inspector」同見習督察）
- 臺灣警察初階警官的二線一星（警階「警正四階」，職銜：巡官、分隊長、所長）
- 美國警察，因為警察為各州治安事務，各州警察階級或有不同，以加州洛杉磯警察局或紐約州紐約市警察局為範例，相對應之警察階級者偵緝警佐（Sergeant Detective）。

## 有名之虛構人物
- 电视剧
  - 《Columbo》（1968年-2003年）
  - 《古畑任三郎》（1994年-2006年）古畑任三郎
  - 《相棒》－神户尊（后调回警察厅任长官官房付） 搜查一课会计阵川公平（S16从苏格兰场进修后选择去搜查二课进行经济搜查）
  - 《圈套》、《警部補 矢部謙三》－矢部謙三
  - 《天國與地獄～瘋狂的2人～》－望月彩子
- 動漫
  - 青山剛昌作品《名偵探柯南》－佐藤美和子、宮本由美
  - 藤島康介作品《逮捕令》：木下薰子
  - 秋本治作品《烏龍派出所》：繪崎Z1（警部補→警部）
  - 《機動警察》：後藤喜一
  - 《SK∞》：鎌田貴理子
- 小說
  - 東野圭吾作品加賀恭一郎系列－加賀恭一郎
  - 東野圭吾作品伽利略系列－草薙俊平、破案天才伽利略－岸谷美砂
  - 誉田哲也作品姫川玲子系列（日语：姫川玲子シリーズ）－姫川玲子（《草莓之夜》小說、電影）
  - 西村京太郎作品《十津川警部系列》－龜井定雄（十津川省三的部下）